# Serviers-et-Labaume
Serviers-et-Labaume är en kommun i departementet Gard i regionen Occitanien i södra Frankrike. Kommunen ligger i kantonen Uzès som tillhör arrondissementet Nîmes. År 2022 hade Serviers-et-Labaume 609 invånare.

## Befolkningsutveckling
Antalet invånare i kommunen Serviers-et-Labaume
Referens:INSEE